# Cephalaria syriaca
Espèce
Cephalaria syriaca est une espèce de plantes appartenant à la famille des Dipsacaceae selon la classification classique de Cronquist (1981).

## Liste des sous-espèces et variétés
Selon Tropicos (2 mai 2014) (Attention liste brute contenant possiblement des synonymes) :
- sous-espèce Cephalaria syriaca subsp. emigrans Szabo
- sous-espèce Cephalaria syriaca subsp. phoeniciaca Bobrov
- sous-espèce Cephalaria syriaca subsp. syriaca
- sous-espèce Cephalaria syriaca subsp. transcaucasica Bobrov
- sous-espèce Cephalaria syriaca subsp. turanica Bobrov
- variété Cephalaria syriaca var. pedunculata DC.